# 三花冬青
三花冬青（学名：Ilex triflora）为冬青科冬青属的植物。分布在印度、印度尼西亚、孟加拉国、马来半岛、越南以及中国大陆的安徽、江西、湖南、广西、云南、浙江、福建、湖北、广东、贵州、海南、四川等地，生长于海拔130米至2,200米的地区，多生于山地阔叶林、杂木林和灌木丛中，目前已由人工引种栽培。

## 异名
- Ilex szechuanensis Loes. f. villosa Fang et Z. M. Tan
- Ilex theicarpa Hand.-Mazz.
- Ilex triflora Bl. var. kanehirai (Yamamoto) S. Y. Hu